# 森长正树
森长正树（日语：／ Morinaga Masaki，1972年3月27日—），日本男子田径运动员。他曾获得1998年亚洲运动会男子跳远金牌。他也曾参加1992年夏季奥运会和2000年夏季奥运会。